# Amélie Roquette

Amélie Roquette

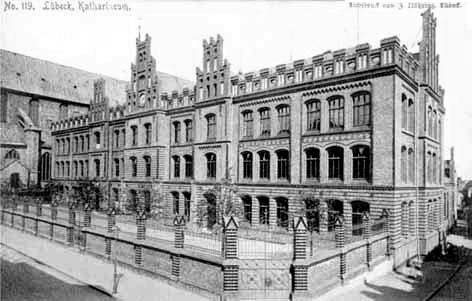
Katharineum zu Lübeck

Amélie Roquette (* 25. Januar 1844 zu Lübeck; † 6. Juli 1918 ebenda) war Gründerin des Lübecker Lehrerinnenseminars und Leiterin der höhere Mädchenschule.

## Leben
Sie wurde als das Jüngste der zehn Kinder des Collaborators und Lehrers der französischen Sprache am Katharineum geboren. Sie wuchs zwar in einfachen, aber für ihre geistige sowie gemütliche Entwicklung günstigen Verhältnissen auf und wurde Lehrerin. Als solche fiel sie nicht nur auf, dass sie zu den Berufenen, sondern zu den Auserwählten des Lehrfachs gehörte.
In jungen Jahren kam sie als Erzieherin zur Familie von Meerheimb, danach zum Sanitätsrat Mettenheimer nach Schwerin. Dessen Kinder blieben ihr bis zu ihrem Lebensende in Freundschaft verbunden.
Im Jahre 1872 kehrte Amélie nach Lübeck zurück um der von ihrer Schwester Clara drei Jahre zuvor gegründeten höheren Privatmädchenschule, die sich zu ihrer Hauptlebensaufgabe entwickeln sollte, als Lehrerin beizutreten.
Hier waren im Unterricht die sprachlichen Fächer wichtigstes Arbeitsfeld. Insbesondere das Französische, in dessen Literatur sie über ein ungewöhnlich tiefgreifendes Wissen verfügte.
Fünf Jahre nach ihrem Eintritt eröffneten die Schwestern mit staatlicher Genehmigung im Anschluss an ihre höhere Mädchenschule ein Seminar für Erzieherinnen und Lehrerinnen – das sogenannte Roquettesche private Lehrerinnenseminar. Dieses erblühte schnell und bot über ein Vierteljahrhundert zahlreichen Besucherinnen vortreffliche Gelegenheit der wissenschaftlichen sowie praktischen Ausbildung.
Im Sommer 1897 trat eine weitere Änderung ein. Der Staat hatte das bisherige Schulhaus in der Glockengießerstraße 37 angekauft und sowohl Schule, als auch Seminar wurden nach dem neuerworbenen Grundstück Königstraße 15 verlegt.
Trotz anhaltend guten Besuchs wurde das Seminar zu Ostern 1903 wieder geschlossen. Die baldige Eröffnung eines Lehrerinnenseminars in Verbindung mit der vom Staate übernommenen Ernestinenschule, sowie größere und kostspielige baulich erforderliche Änderungen, wurden hierfür als Begründung ins Feld geführt.
Da ihre Schwester Clara ab 1880 kränkelte und schließlich so leidend wurde, dass sie sich aus ihrer Schultätigkeit zurückziehen musste, hatte Frl. Amélie als Leiterin ab 1883 die Wandelungen alleine zu tragen. Zu Ostern 1912 erlag sie den tiefgehenden Neuerungen Preußens, die auch auf Lübeck anzuwenden gewesen waren.
Am 30. März 1912 schloss die Schule ihre Pforten für immer. Deren Schülerinnen wechselten an die Freesesche Schule.
In ihrem neuerworbenen Heim in der Marlistraße 3 beschloss sie ihre letzten Lebenstage. Dies tat sie, wie I. Müller in ihrem Nachruf schrieb, wohl stiller und einsamer als bisher aber weder vereinsamt, noch leer. Die Pflege ihrer Blumen, Teilnahme an den Geschicken ihrer Schülerinnen und allen Ereignissen von Vaterstadt und -land gaben reichen Inhalt.

## Verweise